# Cincius Alimentus
Cincius Alimentus (i. e. 3. század – i. e. 2. század) római történetíró, hadvezér.

## Élete
Praetorként i. e. 210-ben és i. e. 209-ben Szicília katonai parancsnoka volt. I. e. 208-ban Hannibál fogságába esett. Fabius Pictorhoz hasonlóan ő is annaleseket írt görög nyelven, amelyekből csupán töredékek maradtak fenn. Néhány teljes egészében ismert államigazgatási tárgyú irat, noha az ő neve alatt maradt fenn, nem lehet az ő műve.